# Läbord

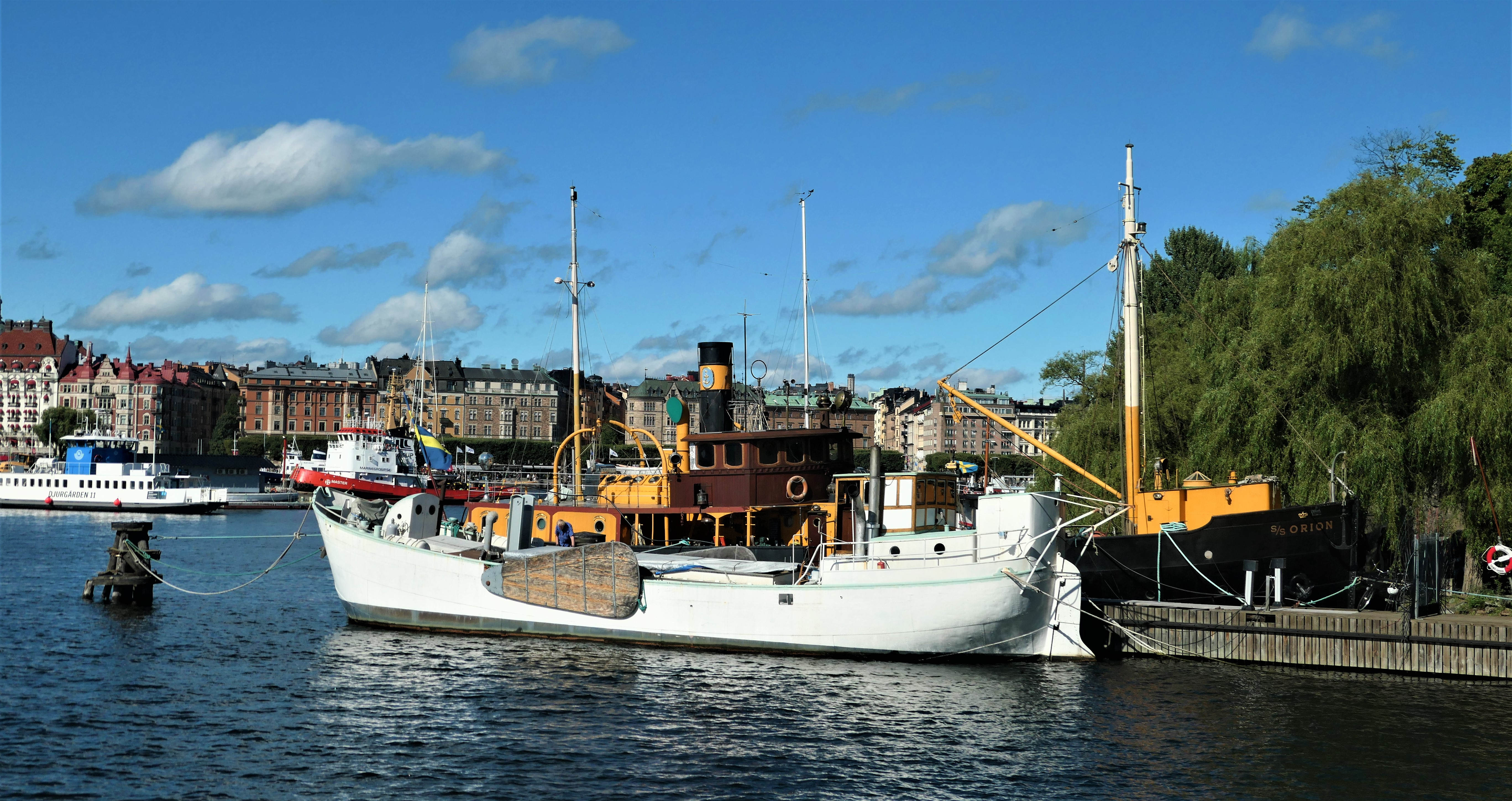
Läbord på Svanevik, ett k-märkt fartyg i Stockholm.

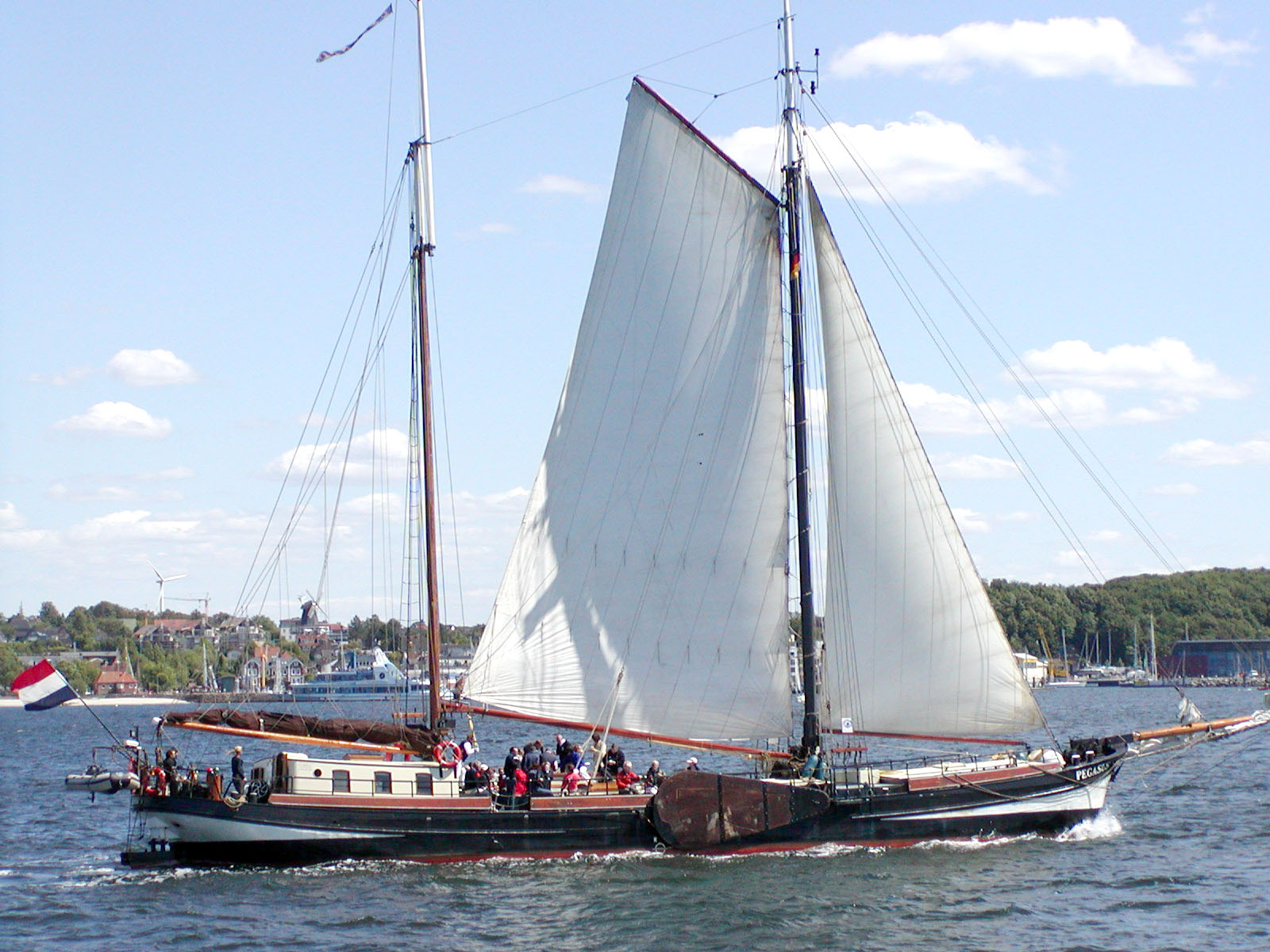
Läbord på nederländsk klipperaak.

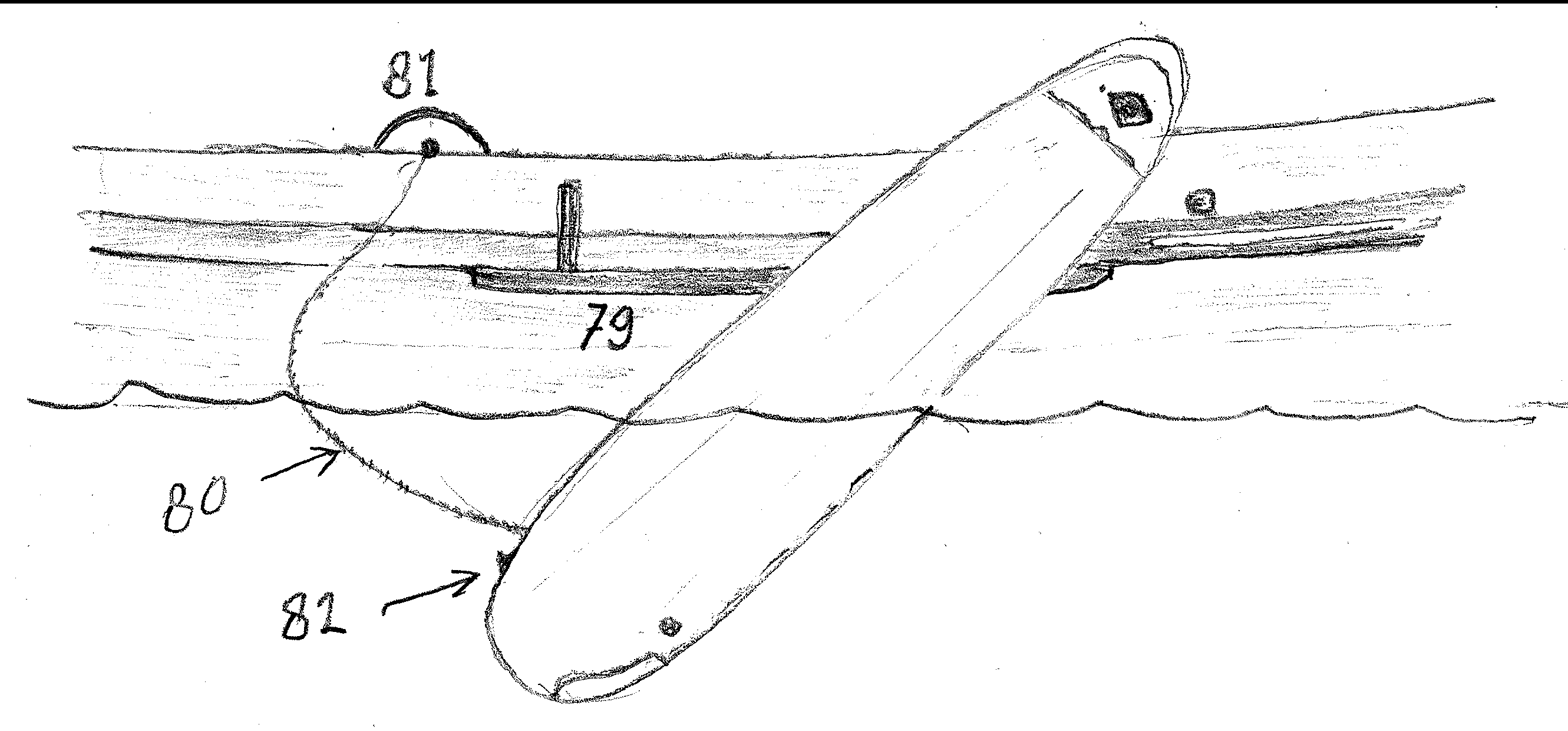
Läbord.

Ett läbord är ett sticksvärd som är placerat på sidan av en båt, i stället för mitt i skrovet. Läbordet skall fungera som ett sticksvärd eller ett centerbord, och hejda fartygets avdrift. På kryss eller för halvvind sticks läbordet på fartygets läsida ner i vattnet. Alternativt är läbordet placerat så att fartygets krängning sänker det under vattenytan. Läbord har varit vanliga på bland annat en del holländska båttyper men förekommer knappast alls på moderna båtar.